# Joan Gràcia i Oliver
Joan Gràcia i Oliver (Barcelona, 26 de febrer de 1957) és un humorista, actor, director, productor i guionista català. És membre de la companyia de teatre Tricicle, juntament amb Paco Mir i Carles Sans.
A més de la seva participació en Tricicle, ha col·laborat en nombroses obres de teatre (direcció, adaptacions, producció) i ha treballat en televisió per Canal + i Barcelona Televisió (BTV). En cinema, va protagonitzar el curtmetratge Quien mal anda, mal acaba de Carles Sans, endemés produir i codirigir Mendigos sin fronteras.
Com a guionista compta amb dos llargmetratges ("Si te llamases Aretha" i "La chacha de Bond") i un curt ("El euro se acerca"). En 2002 produí la sarsuela Los Sobrinos del Capitán Grant.

## Obres
Guió i direcció
- Més dinamita (2010)
- Teletipos (2006)
- Sèmola mola (2003)
- Dinamita (2000-2003)
- 43º edición de los premios Ondas (1996)
- Xooof (1994)
- Tres estrelles (1987)